# Biblioteca Digital d'Història de l'Art Hispànic

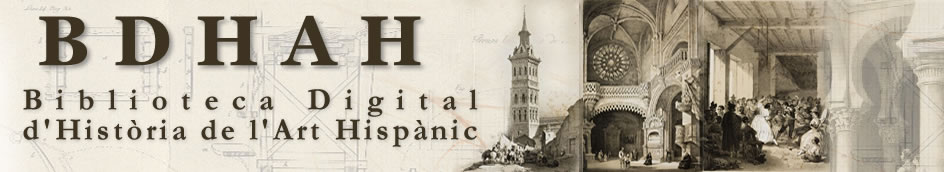
Biblioteca Digital d'Història de l'Art Hispànic

La Biblioteca Digital d'Història de l'Art Hispànic és un projecte dirigit pel Departament d'Història de l'Art i Musicologia de la Universitat Autònoma de Barcelona, coordinat i realitzat per la Biblioteca d'Humanitats. Va començar l'any 2009 i es du a terme gràcies als ajuts concedits pel Ministeri de Cultura. El director del projecte és Bonaventura Bassegoda i Hugas, catedràtic d'Història de l'Art de la Universitat Autònoma de Barcelona. L'especialització temàtica de la BDHAH és la literatura artística de la darreria del segle xix i principis del xx, amb documents editats a Catalunya, però també a la resta de l'Estat espanyol, principalment a Madrid.